# Christoph Knie
Christoph Knie (ur. 24 kwietnia 1984 w Bad Berleburg) – niemiecki biathlonista, mistrz Europy z 2007 i 2010 roku, dwukrotny mistrz świata juniorów w latach 2004-2005, wszystkie medale zdobywał w sztafecie.

## Osiągnięcia

### Mistrzostwa Europy
| Rok  | Miejsce           | IN  | SP | PU | MS | RL |
| 2006 | Langdorf-Arbersee | 17  | 41 | 34 |    | 7  |
| 2007 | Bansko            | =41 |    |    |    | 1  |
| 2008 | Nové Město        | 12  | 17 | 29 |    | 4  |

### Mistrzostwa Świata Juniorów
| Rok  | Miejsce         | IN | SP | PU | MS | RL |
| 2004 | Haute Maurienne | 10 |    |    |    | 1  |
| 2005 | Kontiolahti     | 29 | 4  | 7  |    | 1  |

IN – bieg indywidualny, SP – sprint, PU – bieg pościgowy, MS – bieg ze startu wspólnego, RL – sztafeta

### Puchar Świata

#### Miejsca w klasyfikacji generalnej
| Sezon     | Miejsce |
| --------- | ------- |
| 2008/2009 | 96.     |